# Zhangjiakou
Zhangjiakou (chinois simplifié : 张家口 ; chinois traditionnel : 張家口 ; pinyin : Zhāngjiākǒu), l'ancienne Kalgan des Européens qui la tenaient pour la porte vers la Mongolie, est une ville-préfecture du nord-ouest de la province du Hebei en Chine, au nord de la grande boucle du Fleuve Jaune.
Sa population est de 4 345 491 habitants, d'après le recensement de 2010. La population de la ville elle-même, comprenant quatre districts, est d'environ 1 million d'habitants. Il s'y trouve une importante centrale thermique.
Zhangjiakou était anciennement connu en français sous l'orthographe Chang-chia-k’ou.

## Subdivisions administratives
La ville-préfecture de Zhangjiakou exerce sa juridiction sur dix-sept subdivisions - quatre districts et treize xian :
- le district de Qiaoxi - 桥西区 Qiáoxī Qū ;
- le district de Qiaodong - 桥东区 Qiáodōng Qū ;
- le district de Xuanhua - 宣化区 Xuānhuà Qū ;
- le district de Xiahuayuan - 下花园区 Xiàhuāyuán Qū ;
- le xian de Xuanhua - 宣化县 Xuānhuà Xiàn ;
- le xian de Zhangbei - 张北县 Zhāngběi Xiàn ;
- le xian de Kangbao - 康保县 Kāngbǎo Xiàn ;
- le xian de Guyuan - 沽源县 Gūyuán Xiàn ;
- le xian de Shangyi - 尚义县 Shàngyì Xiàn ;
- le xian de Yu - 蔚县 Yù Xiàn ;
- le xian de Yangyuan - 阳原县 Yángyuán Xiàn ;
- le xian de Huai'an - 怀安县 Huái'ān Xiàn ;
- le xian de Wanquan - 万全县 Wànquán Xiàn ;
- le xian de Huailai - 怀来县 Huáilái Xiàn ;
- le xian de Zhuolu - 涿鹿县 Zhuōlù Xiàn ;
- le xian de Chicheng - 赤城县 Chìchéng Xiàn ;
- le xian de Chongli - 崇礼县 Chónglǐ Xiàn.

## Noms
Zhangjiakou signifie "la porte de la famille Zhang". On peut citer d'autres noms pour la ville, plus anciens, comme Zhāngyuán (張垣), utilisé au temps de la République de Chine, et Zhāngjiābǎo (張家堡).
Zhangjiakou a été nommée Kalgan par les Européens jusqu'au milieu du XXe siècle. Ce nom provient du nom mongol de la ville, (Čiɣulaltu qaɣalɣa) ou, raccourci, (Qaɣalɣan). Qaɣalɣa[n] signifie "porte" (en référence à la Grande Muraille). En mandchou, la ville est connue sous le nom (Imiyangga jase).
Zhangjiakou a été surnommée "La Porte Nord de Pékin" dû à sa position stratégique.

## Sport
Le 5 novembre 2013, le Comité olympique chinois a annoncé que la municipalité de Pékin ainsi que la ville de Zhangjiakou avaient officiellement formulé la demande de candidature pour l’organisation des Jeux olympiques d'hiver de 2022. Le CIO a officialisé la candidature de Pékin pour les JO d'hiver 2022 le 7 juillet 2014. Chongli, district de Zhangjiakou, est inclus dans le projet pour être le site des sports de neige.
Le CIO a annoncé le 31 juillet 2015 l'attribution de ces JO d'hiver 2022 à Pékin, profitant des installations héritées des JO 2008 (village olympique et stade Le Nid d'Oiseau) qui seront reliées par une ligne à grande vitesse à Zhangjiakou, où se dérouleront les épreuves de ski de fond et de saut, au centre de ski nordique et de biathlon et au Ruyi des neiges, le centre national de saut à ski.

## Transports
Fin 2019, la ligne à grande vitesse de Pékin - Zhangjiakou est inaugurée entre la gare de Pékin-Nord et la gare de Zhangjiakou pour un parcours d'une heure en train à grande vitesse.
Cette ligne comprend une branche jusqu'à Taizicheng, où se déroulent certaines épreuves des JO d'hiver de 2022.